# ستيف لويس
ستيف لويس (بالإنجليزية: Steve Lewis)‏ هو عازف بيانو وملحن أمريكي، ولد في 19 مارس 1896 في نيو أورلينز في الولايات المتحدة، وتوفي في 1941.

## وصلات خارجية
- ستيف لويس على موقع ميوزك برينز (الإنجليزية)
- ستيف لويس على موقع قاعدة بيانات برودواي على الإنترنت (الإنجليزية)
- ستيف لويس على موقع أول ميوزيك (الإنجليزية)